# Nikolaus Petrilowitsch
Nikolaus Petrilowitsch (ur. 30 października 1924 w Heideschütz, zm. 29 lipca 1970 w Moguncji) – niemiecki psychiatra i neurolog. W 1957 roku uzyskał habilitację z psychiatrii i neurologii w Moguncji. Od 1964 roku profesor. Zajmował się etnopsychiatrią. Zginął zastrzelony przez chorego psychicznie pacjenta.

## Prace
- Abnorme Persönlichkeiten. S. Karger 1966
- Zur Psychopathologie und Klinik der Entfremdungsdepression. 1956
- Zur Charakterologie der Zwangsneurotiker. VEB Carl Marhold Verlag 1956
- Beiträge zu einer Struktur-Psychopathologie. S. Karger 1956
- Probleme der Psychotherapie alternder Menschen. S. Karger 1964
- Psychiatrische Krankheitslehre und psychiatrische Pharmakotherapie. S. Karger 1968